# جان فیوری
جان فیوری (انگلیسی: John Furey؛ زادهٔ ۱۳ آوریل ۱۹۵۱) هنرپیشه اهل ایالات متحده آمریکا است. وی بین سال‌های ۱۹۷۶ تا ۲۰۱۳ میلادی فعالیت می‌کرد.
از فیلم‌ها یا برنامه‌های تلویزیونی که وی در آن نقش داشته‌است می‌توان به جمعه سیزدهم قسمت ۲ و جمعه سیزدهم قسمت سوم اشاره کرد.